# Подне (кратки филм)
„Подне” је југословенски кратки филм из 1978. године. Режирао га је Миленко Јовановић који је написао и сценарио.

## Улоге
| Глумац            | Улога |
| ----------------- | ----- |
| Ненад Андрић      |       |
| Коста Балабан     |       |
| Душан Јанићијевић |       |
| Неда Осмокровић   |       |
| Гордана Павлов    |       |
| Миливоје Томић    |       |